# 矢野香
矢野 香（やの かおり、1974年 - ）は、日本のスピーチコンサルタント、国立大学法人長崎大学准教授。大学教員としてスピーチ研究をつづけながら、政治家や経営者にスピーチ指導を行っている。
株式会社オーセンティ代表取締役。

## 概要
長崎県長崎市生まれ。活水女子大学卒業後、NHKで17年間、主にニュース報道番組を担当し、番組視聴率20%超えを記録。
在局中から心理学を根幹とした「他者からの評価を高めるスピーチトレーニング法開発」を研究して、NHK退局後に博士号を取得。
長崎大学で准教授として研究を続けながら、政治家や経営者からビジネスパーソンまで幅広い層に実践的な指導を行う。伝えるべき内容の「言語」指導と、話し方・表情・動作などの「非言語表現」両方のトータルな指導、講演・研修を全国各地で行っている。

## 経歴
- NHK長崎放送局に入局[8]
- NHK福岡放送局でキャスターとして、いずれも主にニュース・報道番組を担当。その後、東京勤務をへて、再び長崎放送局勤務。報道特番や土曜朝のニュースなどを担当[8]。
- 2010年、長野県知事選に立候補した阿部守一にスピーチコンサルタント指導。阿部は長野県知事 に当選を果たす[8]。
- 2011年9月20日、株式会社オーセンティを設立[8][9]。
- 2012年3月、自身初の著書『その話し方では軽すぎます！ エグゼクティブが鍛えている「人前で話す技法」』(すばる舎)を出版。5万部のベストセラーとなる[8]。
- 2013年3月末でNHKを退職。NHK出演期間は17年[8]。
- NHK退職後、長崎大学助教[6] や立教大学非常勤講師を務めながら、心理学に基づいたスピーチ・コミュニケーション研究をつづける。現職の国会議員や県知事などの政治家や上場企業幹部にスピーチ指導を行っている[10]。
- 2014年8月、著書『【NHK式+心理学】一分で一生の信頼を勝ち取る法―NHK式7つのルール―』（ダイヤモンド社）が、4万部のベストセラーとなる[8]。
- 2017年に日本大学大学院総合社会情報研究科後期博士課程修了[3]。心理学の見地からスピーチ研究に取り組む[8]。

## 人物
- 信頼を勝ち取る「正統派スピーチ」を指導[6]。
- 2011年にNHKでニュースアナウンスの仕事を継続しつつ、人前に立つ方のための指導を行うコンサルタントとして会社を起業[9]。
- 「欺瞞がなく信頼できる本物であること」という意味の英語「authenticity」から会社名を採用した。矢野は“信頼されるための武器”としてスピーチ・コミュニケーションスキルを使ってほしいという意味を込めた[9]。
- 「スピーチコンサルタント」という語彙で商標登録している[8]。
- 日本大学大学院総合社会情報研究科の博士論文テーマは「他者からの評価を高めるスピーチトレーニング法開発」だった[8]。

## 著書
- その話し方では軽すぎます！エグゼクティブが鍛えている『人前で話す技法』（すばる舎、2012年3月7日）　　ISBN 978-4799101162
- その堅苦しい話し方は、行きすぎです！〜エグゼクティブが実践している「話す技法」〜（すばる舎、2013年3月22日）ISBN 978-4799102305
- 今さら聞けない敬語の基本（インプレス、2014年4月14日）ASIN B00JLYBQN6
- 【NHK式+心理学】一分で一生の信頼を勝ち取る法―NHK式7つのルール―（ダイヤモンド社、2014年8月1日）　ISBN 978-4-478-02780-6
- 「きちんとしている」と言われる「話し方」の教科書（プレジデント社、2015年9月29日）ISBN 978-4-8334-2151-5
- その話し方では軽すぎです!大事な人に会う15分前の「話し方レッスン」（知的生きかた文庫、2016年9月23日）ISBN 978-4837984337
- たった一言で人を動かす 最高の話し方（KADOKAWA、2017年11月26日）　　ISBN 978-4046019424
- 大人の伝え方ノート　一言で「人間関係」はガラッと変わる（SBクリエイティブ、2019年4月17日）　ISBN 978-4797398731
- オンラインでの「伝え方」 ココが違います！（すばる舎、2020年10月23日）　　ISBN 978-4799109250
- マンガでわかる！その話し方では軽すぎます（すばる舎、2021年3月13日）　　ISBN 978-4799109038
- 最強リーダーの「話す力」（ディスカヴァー・トゥエンティワン 、2022年9月23日）　　ISBN 978-4799328934
- 最初の15秒でスッと打ち解ける 大人の話し方（日経BP 日本経済新聞出版、2024年4月2日） ISBN 978-4296119431
- 世界のトップリーダーが話す１分前までに行っていること 口下手な人が伝わる人に変わる心理メソッド43（PHP研究所、2024年7月22日）　ISBN 978-4-569-85728-2

## 出演

### テレビ
- ゴゴスマ -GO GO!Smile!-（TBSテレビ）[11]
- ノンストップ！(フジテレビ)[11]
- ほっとニュース北海道（NHK札幌放送局）
- よんチャンTV（MBS毎日放送）
- ABEMAヒルズ（AbemaTV）
- 堀潤激論サミット（TOKYO MX）

### ラジオ
- STEP ONE（J-WAVE）
- Be Style（TBSラジオ）
- 志の輔ラジオ 落語DEデート（文化放送）
- Simple style -オヒルノオト-（JFN系列）

### 新聞
- 日本経済新聞 (日本経済新聞社)
- 日経産業新聞 (日本経済新聞社)
- 産経新聞
- 読売新聞

### 雑誌
- PRESIDENT WOMAN (プレジデント社)　　※連載「やりたいことをあきらめない『私プレゼン』の技術」[8]
- PRESIDENT  (プレジデント社)
- 日経ビジネス Associe (日経BP社)
- 日経WOMAN (日経BP社)
- THE 21 (PHP研究所)
- ダ・ヴィンチ(メディアファクトリー)
- 女性自身 (光文社)
- AERA (朝日新聞出版)
- 企業実務 (日本実業出版社)
- 致知 (致知出版社)
- マイナビ就職ガイドブック（マイナビ出版）
- PRESIDENT WOMAN ムック  (プレジデント社)
- PRESIDENT  (プレジデント社)　　※連載「『謙虚なリーダー』の人がついてくる話し方」[12]

### ウェブ
- PRESIDENTオンライン
  - プレジデントオンライン「矢野香」
- 東洋経済オンライン
  - 東洋経済オンライン「矢野香」 ※連載※
- 週刊ダイヤモンド
  - ダイヤモンドオンライン「矢野香」 ※連載※
- Yahoo!ニュース BUSINESS (Yahoo! JAPAN)
- 日経電子版「NIKKEI STYLE」
- リクルート「らしさオンライン」
- 大和書房
  - Webメディア Iam　※連載「印象だけに終わらない、キャリアにつながる話し方」